# Agabus freudei
Agabus freudei är en skalbaggsart som beskrevs av Borislav Guéorguiev 1975. Agabus freudei ingår i släktet Agabus och familjen dykare. Inga underarter finns listade i Catalogue of Life.